# 国際手配
国際手配（こくさいてはい）または国際指名手配とは、国際刑事警察機構（以下ICPO）が加盟国（190か国）の各政府を通じて被疑者、行方不明者等を捜索するための制度である。
制度における伝達方法としては国際手配書（9種別）及びディフュージョンの2種類がある。
一般的には、ある国で発生した事件の被疑者や、外国にいるが行方不明である者を捜索するために行う。しかし、被疑者が外国で逮捕されてもそれぞれの国の間で犯罪人引渡し条約を締結しているかの有無に関わらず、容疑者の身柄は事件を起こした国に送還され、逮捕される。
国際手配されていない場合は、犯罪人引渡し条約によって、身柄を送還するか、滞在国で不法入国等の犯罪を犯し、その国の政府によって被疑者の国籍の国に強制送還されるかなどして、事件を起こした国に身柄を送還される。しかし、それらができない場合は被疑者が滞在する国の政府に代理処罰を申請することになる。
また、国際手配中の容疑者は公訴時効は停止となる。

## 歴史
1946年にフランスのパリ郊外サン＝クルーで赤、青、緑、黄、黒、紫の6つの手配書の作成が決定され、2004年にはオレンジが追加される。2005年にはテロ対策強化のための国際連合安全保障理事会決議1617を受けてICPO国際連合特別手配書が作成された。

## 手配方法

### 国際手配書
国際手配書には以下の8種別および、これらに準じた盗難美術品手配書がある。
| 名称と色               | 日本語通称 | 内容                   | 備考       |
| ---------------------- | ---------- | ---------------------- | ---------- |
| RED NOTICE             | 赤手配書   | 国際逮捕手配書         |            |
| BLUE NOTICE            | 青手配書   | 国際情報照会手配書     |            |
| GREEN NOTICE           | 緑手配書   | 国際防犯手配書         |            |
| YELLOW NOTICE          | 黄手配書   | 国際行方不明者手配書   |            |
| BLACK NOTICE           | 黒手配書   | 国際身元不明死体手配書 |            |
| ORANGE NOTICE          | 橙手配書   | 武器等警告手配書       | 2004年追加 |
| PURPLE NOTICE          | 紫手配書   | 国際特殊手口手配書     |            |
| ICPO-UN SPECIAL NOTICE | 特別手配書 | ICPO国際連合特別手配書 | 2005年追加 |
| －                     | －         | 盗難美術品手配書       |            |

### ディフュージョン
ディフュージョン (Diffusion) は国際協力要請又は国際警告のこと。この要請と警告は、国家中央事務局又は国際機関の間でICPO通信網を用いて国家中央事務局へ直接送付されると共に、事務総局のデータベースへ情報登録がなされる。

## 被疑者が国際逮捕手配されている主な事件

### 日本
| 事件発生日             | 事件名                         | 被疑者                                         | 容疑                                                         |
| ---------------------- | ------------------------------ | ---------------------------------------------- | ------------------------------------------------------------ |
| 1970年代 - 1980年代    | 北朝鮮による日本人拉致問題     | 辛光洙、金世鎬、チェ・スンチョル等             | 国外移送目的略取・国外移送                                   |
| 1971年12月 - 1972年2月 | 山岳ベース事件                 | 坂東國男                                       | 殺人・傷害致死・死体遺棄                                     |
| 1970年3月31日          | よど号ハイジャック事件         | 赤木志郎・若林盛亮・魚本公博・岡本武・小西隆裕 | 強盗致傷・国外移送目的略取                                   |
| 1972年2月19日          | あさま山荘事件                 | 坂東國男                                       | 殺人・殺人未遂・銃刀法違反                                   |
| 1974年8月 - 1975年5月  | 連続企業爆破事件               | 大道寺あや子・佐々木規夫                       | 殺人・殺人未遂・殺人予備・爆発物取締罰則違反                 |
| 1985年3月              | 西新井事件                     | チェ・スンチョル                               | 旅券法違反等                                                 |
| 1992年5月30日          | 多摩市パチンコ店強盗殺人事件   |                                                | 強盗殺人                                                     |
| 2003年9月              | 中国珠海市・集団買春事件       |                                                | 性犯罪                                                       |
| 2003年10月24日         | 下連雀薬局内強盗殺人事件       |                                                | 強盗殺人                                                     |
| 2004年1月31日          | 茨城女子大生殺害事件           |                                                | 殺人・強姦致死                                               |
| 2006年                 | 近未來通信事件                 | 石井優                                         | 詐欺                                                         |
| 2009年6月              | 横浜港バラバラ殺人事件         |                                                | 強盗殺人・殺人・死体遺棄等                                   |
| 2010年2月12日          | シーシェパード調査捕鯨妨害事件 | ポール・ワトソン                               | 傷害・威力業務妨害・器物損壊等                               |
| 2012年9月2日           | 六本木クラブ襲撃事件           |                                                | 殺人・凶器準備集合                                           |
| 2019年12月31日         | カルロス・ゴーン事件           | カルロス・ゴーン                               | 特別背任罪、出入国管理及び難民認定法（出入国管理法）違反など |

### 日本以外
| 事件発生日     | 事件名                         | 被疑者                                                       |
| -------------- | ------------------------------ | ------------------------------------------------------------ |
| 1972年5月30日  | テルアビブ空港乱射事件         | 岡本公三                                                     |
| 1974年9月13日  | ハーグ事件                     | 奥平純三                                                     |
| 1975年8月4日   | クアラルンプール事件           | 奥平純三                                                     |
| 1977年9月18日  | ダッカ日航機ハイジャック事件   | 坂東國男・佐々木規夫                                         |
| 1975年・1977年 | 日本赤軍事件                   | 坂東國男・佐々木規夫・松田久・奥平純三・大道寺あや子・仁平映 |
| 1983年7月      | 欧州における日本人女性拉致事件 | 魚本公博                                                     |

- ヤン・マルサレク（ドイツ語版） ‐ ドイツで最大規模の詐欺事件を2020年に起こし、ロシアの諜報員として活動した疑いから RED NOTICE が出ている[8][9][10]。
- 佘智江 - 東南アジアで違法なオンラインカジノを経営し、インターポールからは2021年5月に RED NOTICE が出されていた[11]。2022年にバンコクで逮捕された[12]。